# Winfried Schmitz
Winfried Schmitz (* 17. Juli 1958 in Köln) ist ein deutscher Althistoriker und Hochschullehrer.

## Laufbahn
Im Jahr 1977 begann er ein Studium der Alten Geschichte, Mittleren und Neueren Geschichte sowie Klassischen Archäologie an der Universität zu Köln. Er wechselte später an die Albert-Ludwigs-Universität Freiburg, wo er 1985 mit der Promotion in Alter Geschichte abschloss. Anschließend war er von 1985 bis 1989 wissenschaftlicher Mitarbeiter bei Hans-Joachim Gehrke an der Freien Universität Berlin. Von 1989 bis 1991 war Schmitz als wissenschaftlicher Volontär im Rheinischen Landesmuseum Bonn tätig. 1995 habilitierte er an der Universität Freiburg. 1995/96 folgten Lehrstuhlvertretungen in Freiburg und Münster. Ab Oktober 1996 war er Professor an der Universität Bochum (Vertretung des Bereichs Alte Geschichte mit dem Schwerpunkt Griechische Geschichte) und seit 1998 als Professor an der Universität Bielefeld tätig. Seit 2003 lehrte er (ab 2005 als Lehrstuhlinhaber) an der Universität Bonn. 2024 trat Schmitz in den Ruhestand. 

## Forschung
Seine Forschungsschwerpunkte sind die griechische Sozialgeschichte (bäuerliche Strukturen im antiken Griechenland, historische Familienforschung) und frühchristliche Epigraphik (speziell im Rhein-Mosel-Gebiet). Im Auftrag des Römisch-Germanischen Museums Köln bearbeitete er unter anderem die spätantiken und frühchristlichen Grabinschriften der Stadt Köln vom 4. bis 7. Jahrhundert n. Chr. Seit 2010 leitete er das Projekt Forschungen zur antiken Sklaverei an der Akademie der Wissenschaften und der Literatur Mainz. Das Projekt, 1950 ins Leben gerufen, wurde 2016 offiziell abgeschlossen. Den Schlussstein des Projektes bildet das Handwörterbuch zur antiken Sklaverei mit rund 1000 Stichwörtern.
Schmitz war ab 2009 Vorsitzender des Vereins von Altertumsfreunden im Rheinlande in Bonn und damit Nachfolger von Harald Mielsch, der aktuelle Vorsitzende ist Frank Rumscheid. Seit 2011 ist er ordentliches Mitglied der Mainzer Akademie der Wissenschaften und der Literatur.

## Schriften (Auswahl)
- Wirtschaftliche Prosperität, soziale Integration und die Seebundpolitik Athens (= Quellen und Forschungen zur antiken Welt. Band 1). tuduv, München 1988, ISBN 3-88073-289-2 (zugleich Dissertation, Universität Freiburg im Breisgau 1985).
- Nachbarschaft und Dorfgemeinschaft im archaischen und klassischen Griechenland (= Klio. Beiträge zur alten Geschichte. Neue Folge, Band 7). Akademie-Verlag, Berlin 2004, ISBN 3-05-004017-3 (zugleich Habilitationsschrift, Universität Freiburg im Breisgau 1995).
- Haus und Familie im antiken Griechenland (= Enzyklopädie der griechisch-römischen Antike. Band 1). Oldenbourg, München 2007, ISBN 978-3-486-58376-2.
- Die griechische Gesellschaft. Eine Sozialgeschichte der archaischen und klassischen Zeit. Verlag Antike, Heidelberg 2014, ISBN 978-3-938032-77-0.
- Antike Demokratie und Atomistik. Politische Ordnungsvorstellungen im Spiegel antiker Kosmologien (= Akademie der Wissenschaften und der Literatur. Abhandlungen der geistes- und sozialwissenschaftlichen Klasse. Jahrgang 2015, Nummer 3). Franz Steiner, Stuttgart 2015, ISBN 978-3-515-11154-6.
- Leges Draconis et Solonis (LegDrSol). Eine neue Edition der Gesetze Drakons und Solons mit Übersetzung und historischer Einordnung (= Historia Einzelschriften. Band 270). 2 Teilbände, Franz Steiner, Stuttgart 2023, ISBN 978-3-515-13361-6.